# TVR Tuscan Challenge (Auto)
Der TVR Tuscan Challenge ist ein 2-sitziges Sportcoupé, das von TVR in Blackpool (England) für den Einsatz in der gleichnamigen Rennserie entwickelt und gebaut wurde.

## Entwicklung
Als die neue S-Serie den erwünschten Verkaufserfolg zeigte, entwickelte man einen ES, einen Sportwagen der S-Serie mit einem 3,8 l-V6-Motor von Holden. Erst zur British International Motor Show in Birmingham 1988 wurde der Wagen als Prototyp enthüllt und es wurden Pläne bekannt, ihn auch für den Straßenverkehr weiterzuentwickeln. Um das Kaufinteresse zu wecken, verwendete TVR den Traditionsnamen Tuscan und führte eine eigene Rennserie, die TVR-Tuscan-Challenge, ein.
Um viele Teilnehmer für die Rennserie zu gewinnen, bot TVR den Wagen den Interessenten zu einem Schnäppchenpreis von £ 16.000,-- + MwSt. unter der Voraussetzung an, dass sie sich verpflichteten, am mindestens sechs der zwölf Rennen für die Meisterschaft teilzunehmen. Jeder Käufer verpflichtete sich mit dem Kauf des Wagens, eine Vertragsstrafe von weiteren £ 16.000,-- am Ende der Saison zu zahlen, falls er nicht an der erforderlichen Zahl von Rennen teilnahm.
Als die Rennserie in der ersten Saison, 1989, Erfolg zeigte, ließ man die Pläne für eine Straßenversion fallen, da TVR mit dem Bau der S-Serie und der älteren Keilformmodelle sowie dem Entwurf der geplanten Modelle Griffith und Chimaera vollauf beschäftigt war. Der Wagen kam nie über das Prototypenstadium hinaus und die Tuscan Challenge wurden weiterhin in kleiner Zahl als Rennsportfahrzeuge produziert.
Das auf der S-Serie basierende Chassis musste überarbeitet werden, damit es mit der enormen Leistung der getunten Rover-V8-Maschine zurechtkam. Am Ende dieser Entwicklung stand ein vollkommen neues Chassis mit breiterer Spur, größerem Radstand und vielen Versteifungen.
Die ursprüngliche Leistung des Triebwerkes war 350 bhp (257 kW) wie beim TVR 350i und wurde über ein BorgWarner-T5-Getriebe an die 229 mm breiten Hinterräder übertragen. In den frühen 1990er-Jahren hatte der alte Rover-V8 seine Entwicklungsgrenzen erreicht, Rover war von BMW übernommen worden und Wheeler weigerte sich angeblich, in seinen Autos deutsche Motoren einzusetzen. So engagierte der den Ingenieur Al Melling, der den AJP8-Motor entwickelte, dessen Leistung noch höher als die des Rover-V8 war. Mit diesem neuen V8-Motor schaffte der Wagen eine Beschleunigung von 0 auf 100 km/h in etwas mehr als 3 s und von 0 auf 160 km/h in genau 6,9 s Das Leistungsgewicht des Wagens lag bei gerade einmal 1,87 kg/bhp (2,54 kg/kW) und die Höchstgeschwindigkeit bei 304 km/h, und so wurde der Wagen bei Privatfahrern beliebt. Alle Motoren sind verplombte Werksmaschinen, um sicherzustellen, dass alle Fahrer die gleichen Voraussetzungen haben.

## Straßenversionen
Obwohl niemals offiziell Straßenversionen des Tuscan Challenge gebaut wurden, haben einige Besitzer ihre Wagen für den Einsatz auf öffentlichen Straßen umgebaut, da diese Wagen ihr Stahlrohrchassis und ihr Bauprinzip mit ihren straßenzugelassenen Schwestermodellen teilen, ohne jedoch deren Komfort und Feinabstimmung zu besitzen. Die meisten dieser Fahrzeuge sind umgebaute Rennversionen; nur wenige wurden von Grund auf neu aufgebaut, wobei nur Chassis und Karosserie verwendet wurden und jeder Besitzer Komfortdetails nach eigenem Geschmack einbauen ließ.
Diese Umbauten umfassen den Einbau eines Tachometers (der den Rennversionen fehlt), Änderungen an der Beleuchtung, Pulverbeschichtung des Chassis, Umbau des Benzintanks von der Beifahrerseite in das Heck des Wagens und Umbauten zum Aufprallschutz des Benzintanks. Auch eine Traktionskontrolle wird gerne eingebaut. Die Schwierigkeiten, einen Tuscan Challenge zu finden und die hohen Umbaukosten von ca. £ 10.000,-- sorgen dafür, dass man eine Straßenversion dieses Fahrzeuges nur selten findet.
Viele der umgebauten Tuscan Challenge mit AJP8-Maschine kamen zu ihrem Motor aus einem unfallbeschädigten Cerbera, da Rennmotoren vom Hersteller geleast werden, obwohl Rover-V8-Maschinen früherer Autos sich leicht finden lassen.